# Patinage artistique aux Jeux olympiques de 2018 - Couples
Pour des articles plus généraux, voir Patinage artistique aux Jeux olympiques de 2018 et Jeux olympiques d'hiver de 2018.
Navigation
Sotchi 2014 Pékin 2022
L'épreuve par couples des Jeux olympiques d'hiver de 2018 se déroule du 14 au 15 février 2018 au palais des glaces de Gangneung en Corée du Sud. Le couple allemand Aljona Savchenko et Bruno Massot remporte l'épreuve avec un record du monde et record olympique dans le programme libre.

## Podium

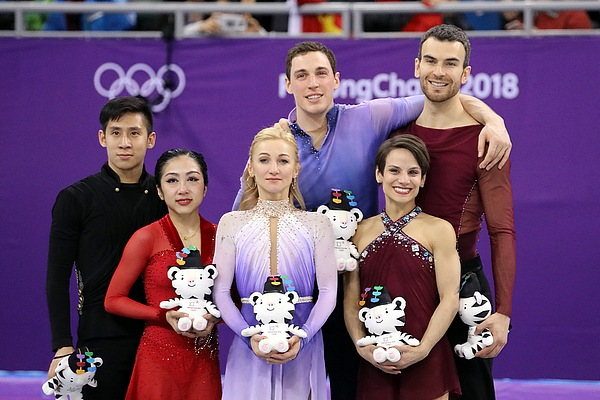
Podium des Couples

| Épreuve | Or                              | Argent                 | Bronze                        |
| ------- | ------------------------------- | ---------------------- | ----------------------------- |
| Couples | Aljona Savchenko / Bruno Massot | Sui Wenjing / Han Cong | Meagan Duhamel / Eric Radford |

## Résultats

### Programme court
Le programme court a lieu le 14 février 2018.
| 1 | Sui Wenjing / Han Cong                     | Chine                         | 82.39 | 44.49 | 37.90 | 9.36 | 9.32 | 9.61 | 9.50 | 9.57 | 0.00  | 17 |
| 2 | Evgenia Tarasova / Vladimir Morozov        | Athlètes olympiques de Russie | 81.68 | 43.97 | 37.71 | 9.46 | 9.25 | 9.54 | 9.50 | 9.39 | 0.00  | 22 |
| 3 | Meagan Duhamel / Eric Radford              | Canada                        | 76.82 | 41.26 | 35.56 | 8.89 | 8.64 | 8.89 | 9.00 | 9.04 | 0.00  | 19 |
| 4 | Aljona Savchenko / Bruno Massot            | Allemagne                     | 76.59 | 39.16 | 37.43 | 9.29 | 9.18 | 9.32 | 9.46 | 9.54 | 0.00  | 21 |
| 5 | Yu Xiaoyu / Zhang Hao                      | Chine                         | 75.58 | 42.10 | 33.48 | 8.39 | 8.29 | 8.46 | 8.50 | 8.21 | 0.00  | 12 |
| 6 | Vanessa James / Morgan Ciprès              | France                        | 75.34 | 40.67 | 34.67 | 8.64 | 8.43 | 8.89 | 8.68 | 8.71 | 0.00  | 15 |
| 7 | Valentina Marchei / Ondřej Hotárek         | Italie                        | 74.50 | 40.36 | 34.14 | 8.32 | 8.29 | 8.68 | 8.68 | 8.71 | 0.00  | 18 |
| 8 | Natalia Zabiiako / Alexander Enbert        | Athlètes olympiques de Russie | 74.35 | 40.13 | 34.22 | 8.68 | 8.25 | 8.64 | 8.57 | 8.64 | 0.00  | 20 |
| 9 | Nicole Della Monica / Matteo Guarise       | Italie                        | 74.00 | 40.41 | 33.59 | 8.43 | 8.25 | 8.46 | 8.46 | 8.39 | 0.00  | 16 |
| 10 | Kristina Astakhova / Alexei Rogonov        | Athlètes olympiques de Russie | 70.52 | 38.93 | 31.59 | 7.89 | 7.71 | 8.00 | 7.96 | 7.93 | 0.00  | 7  |
| 11 | Ryom Tae-ok / Kim Ju-sik                   | Corée du Nord                 | 69.40 | 38.79 | 30.61 | 7.61 | 7.36 | 7.86 | 7.71 | 7.71 | 0.00  | 10 |
| 12 | Julianne Séguin / Charlie Bilodeau         | Canada                        | 67.52 | 35.63 | 31.89 | 7.96 | 7.79 | 8.04 | 8.04 | 8.04 | 0.00  | 14 |
| 13 | Kirsten Moore-Towers / Michael Marinaro    | Canada                        | 65.68 | 34.46 | 31.22 | 7.89 | 7.64 | 7.68 | 7.96 | 7.86 | 0.00  | 11 |
| 14 | Alexa Scimeca Knierim / Chris Knierim      | États-Unis                    | 65.55 | 34.18 | 31.37 | 7.96 | 7.54 | 7.82 | 7.89 | 8.00 | 0.00  | 13 |
| 15 | Anna Dušková / Martin Bidař                | Tchéquie                      | 63.25 | 34.62 | 28.63 | 7.18 | 7.04 | 7.11 | 7.29 | 7.18 | 0.00  | 6  |
| 16 | Annika Hocke / Ruben Blommaert             | Allemagne                     | 63.04 | 34.61 | 28.43 | 7.11 | 6.96 | 7.18 | 7.11 | 7.18 | 0.00  | 8  |
| Couples éliminés après le programme court |                                            |                               |       |       |       |      |      |      |      |      |       |    |
| 17 | Peng Cheng / Jin Yang                      | Chine                         | 62.61 | 33.50 | 30.11 | 7.64 | 7.46 | 7.50 | 7.61 | 7.43 | -1.00 | 9  |
| 18 | Ekaterina Alexandrovskaïa / Harley Windsor | Australie                     | 61.55 | 34.70 | 26.85 | 7.00 | 6.64 | 6.75 | 6.71 | 6.46 | 0.00  | 2  |
| 19 | Paige Conners / Evgeni Krasnopolski        | Israël                        | 60.35 | 34.26 | 26.09 | 6.54 | 6.32 | 6.68 | 6.57 | 6.50 | 0.00  | 4  |
| 20 | Miriam Ziegler / Severin Kiefer            | Autriche                      | 58.80 | 31.71 | 28.09 | 7.07 | 6.93 | 6.96 | 7.07 | 7.07 | -1.00 | 5  |
| 21 | Miu Suzaki / Ryuichi Kihara                | Japon                         | 57.74 | 32.89 | 24.85 | 6.39 | 5.96 | 6.29 | 6.25 | 6.18 | 0.00  | 3  |
| 22 | Kim Kyu-eun / Alex Kang-chan Kam           | Corée du Sud                  | 42.93 | 21.04 | 22.89 | 6.04 | 5.54 | 5.57 | 5.79 | 5.68 | -1.00 | 1  |
| Légende : Score Tech. = Score technique ; Score Comp. = Score des composantes ; SS = Qualité de patinage (Skating Skills) ; TR = Transitions ; PE = Performance/Exécution ; CH = Chorégraphie ; IN = Interprétation ; Déd = Déductions ; RaD = Rang de départ |                                            |                               |       |       |       |      |      |      |      |      |       |    |

### Programme libre
Le programme libre a lieu le 15 février 2018.
| 1 | Aljona Savchenko / Bruno Massot         | Allemagne                     | 159.31 | 82.07 | 77.24 | 9.57 | 9.46 | 9.82 | 9.64 | 9.79 | 0.00  | 13 |
| 2 | Meagan Duhamel / Eric Radford           | Canada                        | 153.33 | 79.86 | 73.47 | 9.21 | 9.04 | 9.32 | 9.21 | 9.14 | 0.00  | 14 |
| 3 | Sui Wenjing / Han Cong                  | Chine                         | 153.08 | 76.29 | 76.79 | 9.57 | 9.46 | 9.54 | 9.71 | 9.71 | 0.00  | 15 |
| 4 | Evgenia Tarasova / Vladimir Morozov     | Athlètes olympiques de Russie | 143.25 | 70.08 | 74.17 | 9.54 | 9.18 | 9.14 | 9.32 | 9.18 | -1.00 | 16 |
| 5 | Vanessa James / Morgan Ciprès           | France                        | 143.19 | 71.59 | 71.60 | 8.96 | 8.82 | 8.93 | 9.04 | 9.00 | 0.00  | 11 |
| 6 | Valentina Marchei / Ondřej Hotárek      | Italie                        | 142.09 | 73.94 | 68.15 | 8.39 | 8.32 | 8.64 | 8.57 | 8.68 | 0.00  | 9  |
| 7 | Natalia Zabiiako / Alexander Enbert     | Athlètes olympiques de Russie | 138.53 | 70.36 | 68.17 | 8.54 | 8.25 | 8.57 | 8.61 | 8.64 | 0.00  | 10 |
| 8 | Julianne Séguin / Charlie Bilodeau      | Canada                        | 136.50 | 71.28 | 65.22 | 8.11 | 7.93 | 8.25 | 8.18 | 8.29 | 0.00  | 5  |
| 9 | Kirsten Moore-Towers / Michael Marinaro | Canada                        | 132.43 | 70.42 | 62.01 | 7.82 | 7.50 | 7.86 | 7.79 | 7.79 | 0.00  | 1  |
| 10 | Nicole Della Monica / Matteo Guarise    | Italie                        | 128.74 | 64.60 | 65.14 | 8.18 | 8.00 | 8.07 | 8.25 | 8.21 | -1.00 | 7  |
| 11 | Yu Xiaoyu / Zhang Hao                   | Chine                         | 128.52 | 62.98 | 67.54 | 8.68 | 8.43 | 8.21 | 8.57 | 8.32 | -2.00 | 12 |
| 12 | Ryom Tae-ok / Kim Ju-sik                | Corée du Nord                 | 124.23 | 63.65 | 60.58 | 7.68 | 7.29 | 7.71 | 7.61 | 7.57 | 0.00  | 6  |
| 13 | Kristina Astakhova / Alexei Rogonov     | Athlètes olympiques de Russie | 123.93 | 62.17 | 63.76 | 8.04 | 7.82 | 7.71 | 8.21 | 8.07 | -2.00 | 8  |
| 14 | Anna Dušková / Martin Bidař             | Tchéquie                      | 123.08 | 64.34 | 58.74 | 7.43 | 7.39 | 7.21 | 7.36 | 7.32 | 0.00  | 3  |
| 15 | Alexa Scimeca Knierim / Chris Knierim   | États-Unis                    | 120.27 | 60.57 | 60.70 | 7.68 | 7.54 | 7.43 | 7.75 | 7.54 | -1.00 | 2  |
| 16 | Annika Hocke / Ruben Blommaert          | Allemagne                     | 108.94 | 53.79 | 55.15 | 6.93 | 6.82 | 6.79 | 7.00 | 6.93 | 0.00  | 4  |
| Légende : Score Tech. = Score technique ; Score Comp. = Score des composantes ; SS = Qualité de patinage (Skating Skills) ; TR = Transitions ; PE = Performance/Exécution ; CH = Chorégraphie ; IN = Interprétation ; Déd = Déductions ; RaD = Rang de départ |                                         |                               |        |       |       |      |      |      |      |      |       |    |

### Classement final
Le classement final est établi selon la somme des points du programme court et du programme libre.
| Rang                                  | Noms                                       | Pays                          | Points | Programme court | Programme court | Programme libre | Programme libre |
| ------------------------------------- | ------------------------------------------ | ----------------------------- | ------ | --------------- | --------------- | --------------- | --------------- |
| Médaille d'or, Jeux olympiques        | Aljona Savchenko / Bruno Massot            | Allemagne                     | 235.90 | 4               | 76.59           | 1               | 159.31          |
| Médaille d'argent, Jeux olympiques    | Sui Wenjing / Han Cong                     | Chine                         | 235.47 | 1               | 82.39           | 3               | 153.08          |
| Médaille de bronze, Jeux olympiques   | Meagan Duhamel / Eric Radford              | Canada                        | 230.15 | 3               | 76.82           | 2               | 153.33          |
| 4                                     | Evgenia Tarasova / Vladimir Morozov        | Athlètes olympiques de Russie | 224.93 | 2               | 81.68           | 4               | 143.25          |
| 5                                     | Vanessa James / Morgan Ciprès              | France                        | 218.53 | 6               | 75.34           | 5               | 143.19          |
| 6                                     | Valentina Marchei / Ondřej Hotárek         | Italie                        | 216.59 | 7               | 74.50           | 6               | 142.09          |
| 7                                     | Natalia Zabiiako / Aleksandr Enbert        | Athlètes olympiques de Russie | 212.88 | 8               | 74.35           | 7               | 138.53          |
| 8                                     | Yu Xiaoyu / Zhang Hao                      | Chine                         | 204.10 | 5               | 75.58           | 11              | 128.52          |
| 9                                     | Julianne Séguin / Charlie Bilodeau         | Canada                        | 204.02 | 12              | 67.52           | 8               | 136.50          |
| 10                                    | Nicole Della Monica / Matteo Guarise       | Italie                        | 202.74 | 9               | 74.00           | 10              | 128.74          |
| 11                                    | Kirsten Moore-Towers / Michael Marinaro    | Canada                        | 198.11 | 13              | 65.68           | 9               | 132.43          |
| 12                                    | Kristina Astakhova / Alexei Rogonov        | Athlètes olympiques de Russie | 194.45 | 10              | 70.52           | 13              | 123.93          |
| 13                                    | Ryom Tae-ok / Kim Ju-sik                   | Corée du Nord                 | 193.63 | 11              | 69.40           | 12              | 124.23          |
| 14                                    | Anna Dušková / Martin Bidař                | Tchéquie                      | 186.33 | 15              | 63.25           | 14              | 123.08          |
| 15                                    | Alexa Scimeca Knierim / Chris Knierim      | États-Unis                    | 185.82 | 14              | 65.55           | 15              | 120.27          |
| 16                                    | Annika Hocke / Ruben Blommaert             | Allemagne                     | 171.98 | 16              | 63.04           | 16              | 108.94          |
| Non qualifiés pour le programme libre |                                            |                               |        |                 |                 |                 |                 |
| 17                                    | Peng Cheng / Jin Yang                      | Chine                         |        | 17              | 62.61           | NC              | NC              |
| 18                                    | Ekaterina Alexandrovskaïa / Harley Windsor | Australie                     |        | 18              | 61.55           | NC              | NC              |
| 19                                    | Paige Conners / Evgeni Krasnopolski        | Israël                        |        | 19              | 60.35           | NC              | NC              |
| 20                                    | Miriam Ziegler / Severin Kiefer            | Autriche                      |        | 20              | 58.80           | NC              | NC              |
| 21                                    | Miu Suzaki / Ryuichi Kihara                | Japon                         |        | 21              | 57.74           | NC              | NC              |
| 22                                    | Kim Kyu-eun / Alex Kang-chan Kam           | Corée du Sud                  |        | 22              | 42.93           | NC              | NC              |